# Bräm (fågelfjäder)
För andra betydelser, se bräm

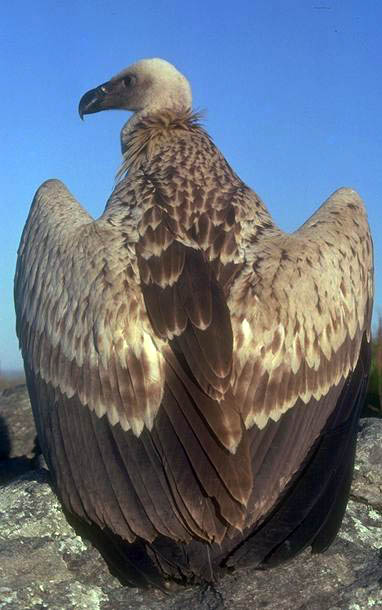
Ljus bräm på en kapgam (Gyps coprotheres).

Bräm, hos fåglar, är en kontrasterande färg som följer fågelfjäderns hela kant, eller delar av den. En bräm som består av ett ljusare pigment slits snabbare än den övriga mörkare delen av fjädern och försvinner därför snabbare när fjädern åldras. Hos vissa fågelgrupper, som rovfåglar och vadare uppvisar juvenila individer ofta tydliga bräm vilket gör att man kan åldersbestämma dem enbart utifrån fjäderdräkten, och hur mycket av brämen som slitits bort. Detta medför att en fågel med ljusbrämad juvenil dräkt får en mörkare dräkt när den åldras.  